# Silmaril
Silmarillerne er 3 specielle ædelsten, smedet af Noldo-elverkongen Fëanor. De spiller en hovedrolle i fantasy-romanen Silmarillion af den engelske forfatter J.R.R. Tolkien, men han nævnes også kort i romanen Ringenes Herre af samme forfatter.
Noldo-elverne boede med deres stor-konge Finwë i det forjættede land Aman. De var dygtige smede, og Fëanor, Finwës søn, var den dygtigste. Noget af det smukkeste i Aman var De to træer der skinnede med et helt fantastisk lys.
På sit højdepunkt smedede Fëanor 3 silmariller, helt unikke, smukke og fantastiske ædelsten der skinnede med det samme lys som De to træer. Silmarillerne var så fantastiske at ingen kunne lave noget magen til!
Melkor ønskede Silmarillerne og som led i en plan for at få dem ødelagde han først de to træer og dræbte siden Finwë. Til sidst lykkedes det ham også at stjæle silmarillerne som han lod indfatte i sin jern-krone. Melkor fik til dette hjælp af et uhyre, Ungoliant.
Fëanor blev rasende og kaldte Melkor for Morgoth, den sorte fjende. Han forfulgte ham til Midgård. Undervejs var han i kamp med andre elvere, og for denne udåd blev han forvist. Mange andre Noldor fulgte ham til Midgård. Han svor en ed om at ville kæmpe mod enhver der havde Silmarillerne, og hans 7 sønner svor den samme ed. Denne ed, Fëanor-eden, er en af de drivende kræfter i historien Silmarillion.
Fëanor-sønnerne og de andre Noldors forsøg på at generobre Silmarillerne førte til ikke mindre end 5 store krige i Midgård, men ingen af Noldorne kunne tilbageerobre Silmarillerne. Tværtimod, blev både Fëanor og flere andre Noldo-konger dræbte i forsøgene. Også alle Fëanors 7 sønner blev efterhånden dræbt.
En af Silmarillerne blev siden tilbageerobret af Beren og Luthien. Den blev senere taget af Eärendil der med dens lys kunne sejle til Aman og bede om hjælp fra Valarne. Valarne satte denne Silmaril som en stjerne på himlen.
Senere kom Noldor fra Aman under ledelse af Finarfin Noldorne i Midgår til hjælp og i et mægtigt sidste slag blev de 2 tilbageværende Silmariller erobret. Herefter blev Silmarillerne stjålet af de 2 tilbageværende Fëanors-sønner, Maedhros and Maglor, for at de kunne opfylde deres ed, men Silmarillerne ville ikke acceptere at blive stjålet! De brændte i hænderne på deres nye indehavere.
Maedhros kastede sig selv og sin Silmaril i en vulkansk afgrund, mens Maglor kastede sin Silmaril i havet.
Således endte Silmarillerne i de 4 elemener – en på himlen, en i en brændende afgrund i jorden og en i havet.

## Silmarillerne i Tolkiens værker
Silmarillerne spiller en helt afgørende rolle i Silmarillion, men spiller ikke nogen direkte rolle i Ringenes Herre.
- Fëanor-eden bliver styrende for hans 7 sønners tragiske liv, men rækker enddog ud over disse og er med til at definere handlingen i hele Silmarillion
- Temaet om en dygtig smed der laver magiske smykker og bedrages af en ond ånd genfindes i historien om de 3, 7 og 9 ringe og herskerringen. Melkors rolle er her overtaget af Sauron. Bortset fra Herskerringen selv er både elvernes 3 ringe, dværgenes 7 ringe og menneskenes 9 ringe smedet af Noldo-elveren Celebrimbor, en sønnesøn af Fëanor. Celebrimbors fremstilling af de magiske ringe svarer på mange måder til Fëanors fremstilling af Silmarillerne, og ligesom Silmarillerne lægger titel til og er med til at definere handlingen i Silmarillion så lægger de magiske ringe titel til og er med til at definere handlingen i Ringenes Herre.
- Historien om Fëanor og Silmarillerne optræder som mytisk tema i Ringenes Herre. Men i Ringenes Herre optræder også bl.a. Galadriel der er datter af Finarfin og drog med Fingolfin til Midgård.
- Noldorne, deres historie og handlinger, går som en rød tråd igennem Silmarillion og Ringenes Herre.

| Fiktion | Spire Denne artikel om en historie eller noget fiktivt er en spire som bør udbygges. Du er velkommen til at hjælpe Wikipedia ved at udvide den. |